# 編集者が選ぶ雑誌ジャーナリズム賞
編集者が選ぶ雑誌ジャーナリズム賞（へんしゅうしゃがえらぶざっしジャーナリズムしょう）とは、日本語の雑誌媒体において発表された記事・企画などに対して贈られる賞である。1995年（平成7年）に創設され、2022年を最後に休止している

## 概要
新潮社・講談社・文藝春秋・小学館など、7出版社の雑誌編集者が世話人となって、1995年（平成7年）に始まった。大賞、スクープ賞、作品賞、企画賞、写真賞、話題賞がある。
選考は投票形式である。出版社、新聞社、フリーランスの編集者約100名が参加費1万円を払い、1月から12月の間に雑誌に掲載された特集記事や連載企画、手記などの中から各部門ごとに1点と2点を投じて、得票数の上位各2作を受賞作としている。編集者は、自分が属する媒体には投票できない。参加費用は、授賞パーティーと授賞記念品代に充てられる。出版社に頼らず、編集者有志が選考から授賞までを一切自前で運営している。
2022年度の受賞発表に際し、「メディアの在り方が多様化していること」を理由に休止を公表した。

## 歴代受賞作
| 部門                      | 受賞者               | 受賞作 | 受賞作           | 媒体                   | 発表時期                            |
| 第1回（1995年）           | 第1回（1995年）      | 第1回（1995年） | 第1回（1995年）  | 第1回（1995年）        | 第1回（1995年）                     |
| ------------------------- | -------------------- | --- | ---------------- | ---------------------- | ----------------------------------- |
| スクープ賞                | 加賀考英             | 笹川一族の崩壊 |                  | 文藝春秋               | 1994年6・7月号                      |
| スクープ賞                |                      | 日産副社長「虜われの15ヵ月」 |                  | 現代                   | 1994年8月号                         |
| 作品賞                    | 矢高則夫             | ピューリッツアー賞カメラマン 死の真実                                                                                                  |                  | 文藝春秋               | 1994年8月号                         |
| 作品賞                    | 古森義久             | 大学病院で母はなぜ死んだのか |                  | 中央公論               | 1994年2月 - 12月号                  |
| 企画賞                    |                      | 徹底検証「言葉狩り」と差別 ほか一連のキャンペーン                                                                                      |                  | 週刊文春               | 1994年2月10日 - 3月24日号           |
| 企画賞                    | 佐藤昭子             | 『私の田中角栄日記』 |                  | 新潮45                 | 1994年9月 - 11月号                  |
| 第2回（1996年）           |                      | |                  |                        |                                     |
| スクープ賞 （月刊誌部門） | 岩瀬達哉             | 大蔵官僚たちが溺れた「京都の宴」 |                  | 現代                   | 1995年5月号                         |
| スクープ賞 （週刊誌部門） |                      | 大蔵省中島義雄元主計局次長のサイドビジネス                                                                                             |                  | フライデー (雑誌)      | 1995年8月11日号                     |
| 作品賞                    | 一橋文哉             | 「かいじん21面相」の正体 |                  | 新潮45                 | 1995年3月4日号                      |
| 作品賞                    | 髙山文彦             | 惨殺された富士フイルム専務が遺した手紙                                                                                                 |                  | VIEWS                  | 1995年1月号                         |
| 企画賞                    | 江川紹子             | オウムに関する早期からの取材執筆活動に対して                                                                                           |                  | 週刊文春 文藝春秋      |                                     |
| 企画賞                    | 岩瀬達哉             | 新聞の正義の仮面の下に腐敗あり |                  | VIEWS                  | 1995年12月号                        |
| 写真賞                    | 鷲尾倫夫             | オウム村井刺殺の瞬間 |                  | FOCUS                  | 1995年5月号                         |
| 写真賞                    | 熊谷武二             | 阪神大震災 神戸被災地の定点観測 |                  | アサヒグラフ           | 1995年3月3日号から毎号掲載          |
| 第3回（1997年）           |                      | |                  |                        |                                     |
| スクープ賞                |                      | 沈黙を破った北海道元婦人部幹部「私は池田大作にレイプされた」                                                                           |                  | 週刊新潮               |                                     |
| スクープ賞                | 吉田仁               | なぜNECエリートOLは幼児二人を焼死させたか？「私が墜ちた愛欲の地獄」                                                                    |                  | 現代                   |                                     |
| 企画賞                    | 米本和広             | 巨大カルト集団ヤマギシ「超洗脳」ルポ                                                                                                   |                  | VIEWS                  |                                     |
| 企画賞                    | 斎藤貴男             | 謎の物質「EM」は奇跡の薬かイカサマか                                                                                                   |                  | 諸君!                  |                                     |
| 作品賞                    | 黒沼克史             | 女子高生の凄まじい生態 |                  | 週刊文春               |                                     |
| 作品賞                    | 与那原恵             | 被災地神戸「レイプ多発」伝説の作られ方                                                                                                 |                  | 諸君!                  |                                     |
| 写真賞                    | 大倉乾吾 宮嶋茂樹    | 衝撃のスクープ 麻原を撮った! |                  | 週刊文春               |                                     |
| 第4回（1998年）           |                      | |                  |                        |                                     |
| スクープ賞 （週刊誌部門） | 木村秀哉             | 山一證券を襲う重大疑惑の真相 |                  | 週刊東洋経済           | 1997年4月26日・5月3日合併号         |
| スクープ賞 （月刊誌部門） | 奥野修司             | 28年前の「酒鬼薔薇」は今 |                  | 文藝春秋               | 1997年12月号                        |
| 作品賞                    | 佐野眞一             | カリスマ──中内㓛とダイエーの戦後 |                  | 日経ビジネス           | 1997年6月2日号                      |
| 企画賞                    | 舛添要一             | 痴呆症の母を守って家族崩壊 |                  | 婦人公論               | 1997年11月 - 12月号                 |
| 写真賞                    |                      | 「問題総会屋」豪華マンション8戸株30億資産全公開                                                                                        |                  | FOCUS                  | 1997年4月9日号                      |
| 第5回（1999年）           |                      | |                  |                        |                                     |
| スクープ賞 （週刊誌部門） |                      | 菅直人と六本木のホテルで密会する30代キャスター                                                                                         |                  | 週刊文春               | 1998年11月19日号                    |
| スクープ賞 （月刊誌部門） |                      | 長銀破綻 |                  | 現代                   | 1998年7月号                         |
| 作品賞                    | 髙山文彦             | 捜査資料に見る少年Aの「家族の風景」 |                  | 新潮45                 | 1998年7月号                         |
| 作品賞                    | 魚住昭               | 許永中失踪 カギを握る男 |                  | 文藝春秋               | 1998年4月号                         |
| 企画賞                    |                      | 愛犬家殺人「共犯者」戦慄の告白手記 |                  | 週刊新潮               | 1998年11月5日号                     |
| 企画賞                    | 恵谷治               | 金正日の忠臣 ほか一連の北朝鮮レポート                                                                                                  |                  | SAPIO                  |                                     |
| 写真賞                    | 黒住周作 渡辺靖由    | 少年A卒業式当日にストリップ見物の校長                                                                                                  |                  | FOCUS                  | 1998年3月25日号                     |
| 第6回（2000年）           |                      | |                  |                        |                                     |
| スクープ賞 （週刊誌部門） |                      | 息子「少年A」父と母の手記 |                  | 週刊文春               | 1999年3月25日号                     |
| スクープ賞 （月刊誌部門） |                      | 次期検事総長が確実視される則定衛高検検事長のスキャンダル劇                                                                             |                  | 噂の眞相               | 1999年5月号                         |
| 作品賞                    | 岩瀬達哉             | ドキュメント「竹下登」 |                  | 新潮45                 | 連載                                |
| 作品賞                    | 魚住昭               | 「日本の首領」渡邊恒雄読売新聞社長の「栄光」と「孤独」                                                                                 |                  | 現代                   | 連載                                |
| 企画賞                    |                      | 芸能界のモンスター「ジャニーズ事務所」追及                                                                                             |                  | 週刊文春               | 1999年10月28日号                    |
| 企画賞                    | 江藤淳               | 妻と私 |                  | 文藝春秋               | 1999年5月号                         |
| 写真賞                    |                      | ユニークの元祖「金鳥」社長の「絶倫・乱交・買春」現場                                                                                   |                  | フライデー             | 1999年9月17日号                     |
| 写真賞                    |                      | ナベツネと創価学会会長が自公幹部と「料亭密会」                                                                                         |                  | フライデー             | 1999年10月8日号                     |
| 第7回（2001年）           |                      | |                  |                        |                                     |
| スクープ賞 （週刊誌部門） | 清水潔               | 一連の「桶川ストーカー殺人」犯人追及記事                                                                                               |                  | FOCUS                  | 連載                                |
| スクープ賞 （週刊誌部門） |                      | 一連のKSD疑惑追及記事 |                  | 週刊朝日               |                                     |
| スクープ賞 （月刊誌部門） |                      | 「バスジャック少年」両親の手記 |                  | 文藝春秋               |                                     |
| スクープ賞 （月刊誌部門） |                      | 森喜朗“総理失格”の人間性の証明 |                  | 噂の眞相               |                                     |
| 作品賞                    | 本田靖春             | 『我、拗ね者として生涯を閉ず』 |                  | 現代                   | 連載                                |
| 作品賞                    | 日垣隆               | 人物鑑定 佐高信とは何者か |                  | 諸君!                  | 連載                                |
| 作品賞                    | 柳美里               | 『命』 |                  | 週刊ポスト             | 連載                                |
| 第8回（2002年）           |                      | |                  |                        |                                     |
| 大賞                      |                      | 「中川一郎怪死事件」18年目の真実 |                  | 新潮45                 | 2001年3月号                         |
| 大賞                      |                      | 広末涼子は「朝帰り」→「タクシーただ乗150km」                                                                                           |                  | フライデー             | 2001年7月20日号                     |
| 作品賞                    | 中尾幸司             | 修羅の家 女子中学生手錠放置殺人事件 |                  | 新潮45                 | 2001年11月 - 12月号                 |
| スクープ賞                |                      | 実の息子「ケニー野村」衝撃の告白手記                                                                                                   |                  | 週刊新潮               | 2001年6月14日・21日号               |
| 企画賞                    | 上杉隆               | 一連の田中真紀子追及記事 |                  | 週刊文春               | 2001年5月3日・10日号                |
| 第9回（2003年）           |                      | |                  |                        |                                     |
| 大賞                      | 溝口敦               | 「食肉の王」ハンナン・浅田満という男                                                                                                   |                  | 週刊現代               | 2002年9月14日号 - 12月14日号        |
| スクープ賞                |                      | 辻元清美代議士の呆れた巨額「秘書給与詐取」疑惑                                                                                         |                  | 週刊新潮               | 2001年3月28日号ほか一連の記事       |
| スクープ賞                |                      | 山崎拓「変態行為」懇願テープとおぞましい写真                                                                                           |                  | 週刊文春               | 2001年5月2日・9日号ほか一連の記事   |
| 企画賞                    |                      | 「裁判官」がおかしい！ |                  | 週刊新潮               | 2002年10月24日号 - 12月26日号       |
| 写真賞                    |                      | 扇千景大臣の夫・人間国宝中村鴈治郎が19歳舞妓と“老いらく蜜恋”                                                                           |                  | フライデー             | 2002年6月21日・28日号               |
| 第10回（2004年）          |                      | |                  |                        |                                     |
| 大賞                      |                      | 日テレ「視聴率買収」会見のウソ |                  | フラッシュ             | 2003年11月11日号 - 12月22日・30日号 |
| 大賞                      | 山田直樹             | 新「創価学会」を斬る |                  | 週刊新潮               | 2003年11月6日号 - 12月25日号        |
| 企画賞                    |                      | 「年金が消える日」ほか一連の年金追及記事                                                                                               |                  | 週刊現代               |                                     |
| 作品賞                    |                      | 野中広務研究 |                  | 月刊現代               |                                     |
| 話題賞                    |                      | 藤井総裁の嘘と専横を暴く |                  | 文藝春秋               |                                     |
| スクープ賞                |                      | 久万オーナーと“極秘会談”撮った 星野監督「今期限りで勇退！」全真相                                                                      |                  | フライデー             |                                     |
| 第11回（2005年）          |                      | |                  |                        |                                     |
| 大賞                      |                      | NHK紅白プロデューサーが制作費8000万円を横領していた！                                                                                  |                  | 週刊文春               | 2004年7月29日号                     |
| 大賞                      | 鵜飼克郎             | やらせ現場スクープ撮 白骨温泉は着色されていた！                                                                                        |                  | 週刊ポスト             | 2004年7月23日号                     |
| スクープ賞                |                      | 江角マキコ「国民年金」CMの茶番！ |                  | 週刊現代               | 2004年4月3日号                      |
| 作品賞                    | 深山渓               | 早稲田系属小学校の入試は「品性下劣なり」 早稲田系属小学校「350万円面接」の内幕                                                         |                  | 月刊現代               | 2004年2月 - 3月号                   |
| 企画賞                    |                      | 創価学会の経済力 |                  | 週刊ダイヤモンド       | 2004年8月7日号                      |
| 写真賞                    |                      | 高岡早紀&布袋寅泰「W不倫キス&抱擁」現場                                                                                                |                  | フライデー             | 2004年7月2日号                      |
| 話題賞                    |                      | 若村麻由美は渡辺謙夫婦がハマった新興宗教の妻だった！                                                                                   |                  | 女性セブン             | 2004年3月11日号                     |
| 第12回（2006年）          |                      | |                  |                        |                                     |
| 大賞                      |                      | 大不祥事と離婚発覚！里谷多英「泥酔公然ワイセツ事件」フジテレビ社員の金メダリスト夜の大開脚                                             |                  | 週刊文春               |                                     |
| スクープ賞                |                      | 杉村太蔵代議士がヒタ隠す「婚約破棄と中絶」                                                                                             |                  | 週刊ポスト             | 2005年10月14日号                    |
| スクープ賞                |                      | マブチモーター会長宅強盗殺人・放火事件で主犯が自供報道                                                                                 |                  | 週刊朝日               | 2005年12月9日号ほか                 |
| 第13回（2007年）          |                      | |                  |                        |                                     |
| 大賞                      |                      | 本間正明税調会長「愛人と官舎同棲」をスクープ撮！                                                                                       |                  | 週刊ポスト             | 2006年12月22日号                    |
| 大賞                      | 町田徹               | 日興コーディアル証券「封印されたスキャンダル」                                                                                         |                  | 月刊現代               | 2006年2月号                         |
| スクープ賞                |                      | 中国情報機関の脅迫に「国を売ることはできない」と首を吊った上海総領事館領事                                                             |                  | 週刊文春               | 2006年1月5・12日号                  |
| 作品賞                    | 溝口敦               | 細木数子 魔女の履歴書 |                  | 週刊現代               | 2006年5月20日 - 8月19・26日号       |
| 作品賞                    | 米山勝弘             | 「豪憲君の父親」独占手記 |                  | 週刊新潮               | 2006年7月6日 - 13日号               |
| 企画賞                    | 西岡研介             | テロリストに乗っ取られたJR東日本の真実                                                                                                 |                  | 週刊現代               | 2006年7月29日 - 12月30日号          |
| 話題賞                    |                      | NEWS23 山本モナ新キャスターが「イケメン代議士と不倫愛」                                                                                |                  | フライデー             | 2006年10月13日号                    |
| 第14回（2008年）          |                      | |                  |                        |                                     |
| 大賞                      | 武田賴政             | 横綱・朝青龍の八百長を告発する！ |                  | 週刊現代               | 2007年2月3日号ほか一連の角界記事    |
| 大賞                      |                      | 発掘！あるある大事典IIが絶賛した納豆ダイエットは本当に効くの？                                                                         |                  | 週刊朝日               | 2007年1月26日号ほか一連の記事       |
| 話題賞                    |                      | 元高校教師が実名告発 虎退治姫井ゆみ子との愛欲6年                                                                                       |                  | 週刊文春               | 2007年9月6日号                      |
| 話題賞                    |                      | 独占！スクープインタビュー 美恵子さん 元若乃花との離婚を全て語る                                                                       |                  | 女性セブン             | 2007年10月18日号                    |
| スクープ賞                |                      | 内閣改造を吹っ飛ばす守屋次官「酒と女とゴルフ接待」重大疑惑                                                                             |                  | 週刊ポスト             | 2007年9月7日号                      |
| 作品賞                    | 森功                 | ヤメ検──司法に巣食う生態系の研究 |                  | 月刊現代               | 2007年10月号 - 2008年4月号          |
| 企画賞                    |                      | 「吉本興業」は怪芸人「中田カウス」に潰される！                                                                                         |                  | 週刊新潮               | 2007年4月5日号ほか一連の記事        |
| 第15回（2009年）          |                      | |                  |                        |                                     |
| 大賞                      |                      | 山本モナ キャスター復帰の夜に二岡智宏選手と消えた不適切な場所」                                                                        |                  | 女性セブン             | 2008年7月24日号                     |
| 大賞                      | 伊藤隼也             | 「産婦人科の戦慄」首都東京を「たらい回し」にされ「36歳妊婦」は死んだ                                                                   |                  | 週刊文春               | 2008年10月30日号                    |
| スクープ賞                |                      | 秋葉原通り魔 弟の告白「狂気の兄と、歪んだ母の愛」                                                                                      |                  | 週刊現代               | 2008年6月28日号                     |
| スクープ賞                |                      | 大物「暴力団組長」誕生日コンペ＆パーティーに「細川たかし」「小林旭」「角川博」「松原のぶえ」                                           |                  | 週刊新潮               | 2008年10月9日号                     |
| 話題賞                    |                      | みずほコーポレート齋藤宏頭取「美人記者と“愛欲”不倫」一部始終                                                                           |                  | フライデー             | 2008年8月1日号                      |
| 話題賞                    |                      | 小向美奈子が衝撃告白「副業は売春という悪夢」                                                                                           |                  | 週刊ポスト             | 2008年11月28日号                    |
| 作品賞                    | 森功                 | 同和と銀行 三菱東京UFJの闇 |                  | 月刊現代               | 2008年11月号                        |
| 写真賞                    |                      | 福原愛＆錦織圭「指をからませ超密着愛」現場                                                                                             |                  | フライデー             | 2008年12月5日号                     |
| 第16回（2010年）          | 第16回（2010年）     | 第16回（2010年） | 第16回（2010年） | 第16回（2010年）       | 出典：                              |
| 大賞                      |                      | 愛人同伴「ゴルフ＆温泉」の小旅行でGWを謳歌した「鴻池官房副長官」涙目懺悔録                                                             |                  | 週刊新潮               | 2009年5月21日号                     |
| 話題賞                    |                      | 夏目三久アナ 御曹司との「♥♥写真」流出！—コンドームの箱を手に…。また起った有名人の映像流出を検証                                        |                  | FLASH                  | 2009年7月28日号                     |
| 話題賞                    |                      | 田中美絵子の「コスプレ風俗ライター」時代 - 小沢ガールズきっての美人センセイに「仰天過去」！                                            |                  | FRIDAY                 | 2009年9月18日号                     |
| 作品賞                    |                      | 小沢一郎「ゼネコン疑獄」全真相 - 「闇の集金システム」と利権のカラクリ                                                                  |                  | 週刊現代               | 2009年3月28日号ほか一連の記事       |
| スクープ賞                |                      | ミスターの晩年をどこまで汚すのか！「長嶋茂雄」栄光と家族の記録を売り払った長男・一茂の背徳錬金術                                       |                  | 週刊ポスト             | 2009年12月25日号                    |
| 第17回（2011年）          | 第17回（2011年）     | 第17回（2011年） | 第17回（2011年） | 第17回（2011年）       | 出典：                              |
| 大賞                      |                      | 大関「琴光喜」が「口止め料1億円」と脅された！                                                                                          |                  | 週刊新潮               | 2010年5月27日号                     |
| スクープ賞                |                      | 「嵐」を喰った女の「告白」 |                  | 週刊文春               | 2010年11月11日号                    |
| スクープ賞                |                      | 「中井洽」国家公安委員長が深夜の宿舎に呼びこむ傾国の「美人ホステス」                                                                   |                  | 週刊新潮               | 2010年4月1日号                      |
| 作品賞                    | 村木厚子 江川紹子    | 村木厚子独占手記「私は泣かない、屈さない」                                                                                             |                  | 文藝春秋               | 2010年10月号                        |
| 作品賞                    | 清水潔               | 菅家さん冤罪足利事件 真犯人追及キャンペーン                                                                                            |                  | 文藝春秋               | 2010年10月号 -                      |
| 話題賞                    |                      | AKB秋元才加 56歳オヤジと「自宅お泊まりデート」撮った！                                                                                 |                  | 週刊文春               | 2010年10月21日号                    |
| 話題賞                    |                      | 「青木愛」代議士が偽名の男と「不倫お泊り」デート                                                                                       |                  | 週刊新潮               | 2010年9月16日号                     |
| 写真賞                    |                      | 氷川きよし 「年上松村雄基と自宅で過ごした熱い夜」                                                                                      |                  | FRIDAY                 | 2010年7月30日号                     |
| 第18回（2012年）          | 第18回（2012年）     | 第18回（2012年） | 第18回（2012年） | 第18回（2012年）       | 出典：                              |
| 大賞                      | 上原善広             | 「最も危険な政治家」橋下徹研究 孤独なポピュリストの原点                                                                                |                  | 新潮45                 | 2011年11月号                        |
| 大賞                      | 山口義正             | 一連のオリンパス粉飾決算追及記事 |                  | FACTA                  | 2011年8月号 - 連載                  |
| スクープ賞                |                      | 原発対応「スポークスマン」愛の日々 経産省「美人職員」を弄ぶ「西山審議官」                                                              |                  | 週刊新潮               | 2011年6月30日号                     |
| スクープ賞                |                      | ＜独占スクープ撮＞石川遼 確執中の父と豪邸に泊める婚約者                                                                                |                  | 女性セブン             | 2011年11月10日号                    |
| 作品賞                    | 佐野眞一             | あんぽん 孫正義伝 |                  | 週刊ポスト             | 2011年1月1・8日号 - 9月16・23日号   |
| 話題賞                    |                      | オセロ中島を壊した井上陽水との「ドロ沼不倫」＆ナゾの「女霊能力者」                                                                     |                  | 週刊文春               | 2011年7月14日号                     |
| 話題賞                    |                      | 島田紳助 “黒い携帯メール” 106通全文入手                                                                                                |                  | 週刊朝日               | 2011年9月9日号                      |
| 写真賞                    |                      | 激撮スクープ！ 自民党代議士 後藤田正純「ハレンチすぎる不倫！」                                                                         |                  | FRIDAY                 | 2011年6月17日号                     |
| 震災・原発報道 特別賞     | 石井光太             | ルポ 遺体安置所の人びと／遺体捜索 |                  | 新潮45                 | 2011年6月号 - 7月号                 |
| 第19回（2013年）          | 第19回（2013年）     | 第19回（2013年） | 第19回（2013年） | 第19回（2013年）       | 出典：                              |
| 大賞                      | 松田賢弥             | 小沢一郎 妻からの「離縁状」全文公開 ――便箋11枚の衝撃                                                                                   |                  | 週刊文春               | 2012年6月21日号                     |
| スクープ賞                |                      | 巨人原監督が元暴力団員に一億円払っていた！ ――女性スキャンダルで恐喝                                                                    |                  | 週刊文春               | 2012年6月28日号                     |
| スクープ賞                |                      | 橋下徹大阪市長はスチュワーデス姿の私を抱いた！ ――大阪の元愛人だけが知っている「裸の総理候補」                                          |                  | 週刊文春               | 2012年7月26日号                     |
| スクープ賞                |                      | 年収5000万円超人気芸人「母に生活保護」仰天の言い分                                                                                     |                  | 女性セブン             | 2012年4月26日号                     |
| 作品賞                    | 五味洋治             | 初公開 金正男の衝撃メール |                  | 文藝春秋               | 2012年3月号                         |
| 作品賞                    | 岩井克己             | 前皇室医務主管独占インタビュー 天皇皇后両陛下の「主治医」として                                                                        |                  | 文藝春秋               | 2012年8月号                         |
| 話題賞                    |                      | 前田敦子、深夜の「お姫様抱っこ」 ――相手は映画『るろうに剣心』のあの人気俳優！」                                                        |                  | 週刊文春               | 2012年9月20日                       |
| 写真賞                    |                      | 折も折「田中美絵子」代議士と「国交省キャリア」の駅中不倫キッス（記事とグラビア）                                                       |                  | 週刊新潮               | 2012年6月21日号                     |
| 第20回（2014年）          | 第20回（2014年）     | 第20回（2014年） | 第20回（2014年） | 第20回（2014年）       | 出典：                              |
| 大賞                      |                      | シャブ＆飛鳥の衝撃 ――飛鳥涼は「覚せい剤吸引ビデオ」で暴力団に脅されていた！                                                            |                  | 週刊文春               | 2013年8月8日号                      |
| スクープ賞                |                      | 矢口真里 夫が目にした衝撃不倫現場 |                  | 週刊女性               | 2013年6月4日号                      |
| スクープ賞                |                      | 就活女子大生をホテルに連れ込んだ「大手マスコミ」人事部長の名前                                                                         |                  | 週刊文春               | 2013年5月23日号                     |
| 話題賞                    |                      | AKB峯岸みなみ EXILE弟分ダンサー宅にお泊まり愛！                                                                                        |                  | 週刊文春               | 2013年2月7日号                      |
| 話題賞                    |                      | 木嶋佳苗被告から届いた268通の手紙 |                  | 女性自身               | 2013年10月22日号                    |
| 作品賞                    | 野口剛夫             | 「全聾の天才作曲家」佐村河内守は本物か                                                                                                 |                  | 新潮45                 | 2013年11月号                        |
| 企画賞                    | 奥野修司 他          | 「中国猛毒食品」キャンペーン |                  | 週刊文春               | 2013年3月28日 - 5月23日号           |
| 企画賞                    |                      | 死刑囚78人、獄中からの「肉筆」全掲載                                                                                                   |                  | 週刊ポスト             | 2013年2月15日号・22日号             |
| 写真賞                    |                      | スクープ撮！ 秋篠宮佳子さまミニスカで「歌舞伎町」を満喫した夜                                                                          |                  | FLASH                  | 2013年4月23日号                     |
| 第21回（2015年）          | 第21回（2015年）     | 第21回（2015年） | 第21回（2015年） | 第21回（2015年）       | 出典：                              |
| 大賞                      | 神山典士             | 全聾の作曲家はペテン師だった！ |                  | 週刊文春               | 2014年2月13日号                     |
| スクープ賞                |                      | 「小渕優子」経産相のデタラメすぎる「政治資金」                                                                                         |                  | 週刊新潮               | 2014年10月23日号                    |
| スクープ賞                |                      | 借金8億円を裏金にして隠した「みんなの党」代表への実名告発 さらば器量なき政治家「渡辺喜美」代議士 DHC吉田嘉明会長独占手記               |                  | 週刊新潮               | 2014年4月3日号                      |
| 話題賞                    |                      | 江角マキコに「バカ息子」と落書きされた長嶋一茂邸                                                                                       |                  | 週刊文春               | 2014年9月4日号                      |
| 話題賞                    |                      | 独占スクープ ミス東洋英和が日テレの「女子アナ内定」を取り消された理由                                                                  |                  | 週刊現代               | 2014年11月22日号                    |
| 作品賞                    | 中村竜太郎           | ASKA逮捕！ |                  | 週刊文春               | 2014年5月29日号                     |
| 作品賞                    | 門田隆将             | 朝日新聞「吉田調書」スクープは従軍慰安婦虚報と同じだ                                                                                   |                  | 週刊ポスト             | 2014年6月20日号                     |
| 写真賞                    |                      | 髙橋大輔に無理チューしていた橋本聖子                                                                                                   |                  | 週刊文春               | 2014年8月28日号                     |
| 写真賞                    |                      | スクープ 香里奈 台湾出身噂の彼との“自由奔放”恋の原点                                                                                   |                  | FRIDAY                 | 2014年4月1日号                      |
| 第22回（2016年）          | 第22回（2016年）     | 第22回（2016年） | 第22回（2016年） | 第22回（2016年）       | 出典：                              |
| 大賞                      |                      | ジャニーズ女帝 怒りの独白5時間 |                  | 週刊文春               | 2015年1月29日号                     |
| スクープ賞                |                      | 「武藤貴也は議員宿舎で僕を奴隷にした」ほか 一連の武藤貴也議員の報道                                                                    |                  | 週刊文春               | 2015年9月3日号                      |
| スクープ賞                |                      | 「農水相辞任」当夜にくちづけした「中川郁子」農水政務官の不倫現場（記事とグラビア）                                                     |                  | 週刊新潮               | 2015年3月12日号                     |
| 話題賞                    |                      | 「下着ドロボー」が「大臣閣下」にご出世で「高木毅」の資質ほか一連の高木毅議員の報道                                                     |                  | 週刊新潮               | 2015年10月22日号                    |
| 話題賞                    |                      | 紀香 愛之助 爛漫の同棲愛 |                  | 女性自身               | 2015年6月11日号                     |
| 作品賞                    |                      | 高倉健最期の手記 |                  | 文藝春秋               | 2015年1月号                         |
| 作品賞                    | 福田ますみ           | モンスターマザー 長野・丸子実業高校「いじめ自殺」でっちあげ事件                                                                        |                  | 新潮45                 | 2015年1月～5月号                    |
| 企画賞                    |                      | 社員が本誌に決死の告発 腐食の原点 ほか 一連の東芝の不正会計を巡る報道                                                                  |                  | 日経ビジネス           | 2015年8月31日号                     |
| 写真賞                    |                      | この二人、本当にデキていた！ サングラスで手つなぎ、うぃっしゅ！ 北川景子とDAIGOアツアツ密会と豪邸お泊り                                |                  | FRIDAY                 | 2015年1月9日・16日号                |
| 第23回（2017年）          | 第23回（2017年）     | 第23回（2017年） | 第23回（2017年） | 第23回（2017年）       | 出典：                              |
| 大賞                      |                      | ベッキー31歳禁断愛 お相手は紅白初出場歌手！                                                                                            |                  | 週刊文春               | 2016年1月14日号                     |
| スクープ賞                |                      | 「甘利明大臣事務所に賄賂1200万円を渡した」実名告発                                                                                     |                  | 週刊文春               | 2016年1月28日号                     |
| スクープ賞                |                      | 独占スクープ！ 成宮寛貴「コカイン吸引」疑惑の現場写真！                                                                                |                  | FRIDAY                 | 2016年12月16日号                    |
| 話題賞                    |                      | 舛添知事「公用車」で毎週末「温泉地別荘」通い                                                                                           |                  | 週刊文春               | 2016年5月5日・12日号                |
| 話題賞                    |                      | 育休国会議員宮崎謙介（35）の“ゲス不倫”撮った                                                                                           |                  | 週刊文春               | 2016年2月18日号                     |
| 話題賞                    |                      | 一夫一婦制では不満足「乙武クン」5人との不倫                                                                                            |                  | 週刊新潮               | 2016年3月31日号                     |
| 作品賞                    | 常井健一             | 小泉純一郎独白録 |                  | 文藝春秋               | 2016年1月号                         |
| 作品賞                    | 横田増生             | ユニクロ潜入一年 |                  | 週刊文春               | 2016年12月8日号                     |
| 写真賞                    |                      | 吉田羊「40代オトナ女子の恋」は20歳年下男子最強アイドルと肉食7連泊！                                                                    |                  | 週刊ポスト             | 2016年4月22日号                     |
| 第24回（2018年）          | 第24回（2018年）     | 第24回（2018年） | 第24回（2018年） | 第24回（2018年）       | 出典：                              |
| 大賞                      |                      | 「豊田真由子」その女代議士、凶暴につき 及び豊田真由子衆院議員に関する一連の報道                                                        |                  | 週刊新潮               | 2017年6月29日号                     |
| 大賞                      |                      | 眞子さま嫁ぎ先の〝義母〟が抱える４００万円超の〝借金トラブル〟                                                                         |                  | 週刊女性               | 2017年12月26日号                    |
| スクープ賞                |                      | 被害女性が告発！警視庁刑事部長が握りつぶした「安倍総理」ベッタリ記者の「準強姦逮捕状」及び山口敬之元ＴＢＳ記者に関する一連の報道       |                  | 週刊新潮               | 2017年5月18日号                     |
| スクープ賞                |                      | 自死した夫の弟が衝撃の告白 上原多香子「致命的な破倫の果てに」                                                                          |                  | 女性セブン             | 2017年8月24日・31日号               |
| スクープ賞                |                      | 山尾志桜里 イケメン弁護士と「お泊まり禁断愛」                                                                                          |                  | 週刊文春               | 2017年9月14日号                     |
| 話題賞                    | 森功                 | 一連の加計問題追及 |                  | 文藝春秋               | 2017年5、7、8、9月号                |
| 作品賞                    | 石井妙子             | 小池百合子研究 父の業を背負って |                  | 新潮45                 | 2017年1月号                         |
| 作品賞                    | 髭男爵 山田ルイ53世  | 一発屋芸人列伝 |                  | 新潮45                 | 2017年1～12月号                     |
| 写真賞                    |                      | 嵐・櫻井翔と「恋人」テレ朝女子アナ・小川彩佳 熱愛追跡11日間の全写真                                                                    |                  | 週刊ポスト             | 2017年3月17日号                     |
| 写真賞                    |                      | 元SPEED「今井絵理子参議院議員」の略奪不倫及び橋下健神戸市議に関する一連の報道                                                          |                  | 週刊新潮               | 2017年8月3日号                      |
| 第25回（2019年）          | 第25回（2019年）     | 第25回（2019年） | 第25回（2019年） | 第25回（2019年）       | 出典：                              |
| 大賞                      |                      | 「森友危機」の折も折！ ろくでもない「財務事務次官」のセクハラ音源』と一連の追及キャンペーン記事                                        |                  | 週刊新潮               | 2018年4月19日号                     |
| スクープ賞                |                      | 「陛下は靖国を潰そうとしている」靖国神社トップ「皇室批判」の波紋                                                                       |                  | 週刊ポスト             | 2018年10月12・19日号                |
| スクープ賞                |                      | 証拠文書入手！片山さつき大臣 国税口利きで百万円                                                                                        |                  | 週刊文春               | 2018年10月25日号                    |
| 話題賞                    |                      | 「イッテQ！」は宮川大輔「祭り」企画をデッチ上げた                                                                                      |                  | 週刊文春               | 2018年11月15日号                    |
| 話題賞                    |                      | 伊調馨 悲痛告白 恩師栄和人強化本部長からの陰湿パワハラ                                                                                 |                  | 週刊文春               | 2018年3月8日号                      |
| 作品賞                    | 石井妙子             | 小池百合子「虚飾の履歴書」 |                  | 文藝春秋               | 2018年7月号                         |
| 作品賞                    | 鈴木智彦             | 「潜入ルポ 豊洲とヤクザ」と一連の「サカナとヤクザ」関連記事                                                                            |                  | 週刊ポスト             | 2018年10月26日号                    |
| 写真賞                    |                      | 吉澤ひとみ ドラレコに記録されたひき逃げ動画                                                                                            |                  | FRIDAY                 | 2018年9月28日号                     |
| デジタル賞                |                      | 早大名物教授「過度な求愛」セクハラ疑惑                                                                                                 |                  | プレジデントオンライン | 2018年6月20日号                     |
| デジタル賞                |                      | 眞子さまとKさんの婚約関係行事、再来年に延期へ                                                                                          |                  | NEWSポストセブン       | 2018年2月6日号                      |
| 第26回（2020年）          | 第26回（2020年）     | 第26回（2020年） | 第26回（2020年） | 第26回（2020年）       | 出典：                              |
| 大賞                      |                      | 宮迫博之ほか吉本興業人気芸人が犯罪集団に「闇営業」一連の闇営業報道                                                                     |                  | FRIDAY                 | 2019年6月21日号                     |
| スクープ賞                |                      | 安倍首相補佐官と美人官僚が山中教授を恫喝した京都不倫出張                                                                               |                  | 週刊文春               | 2018年12月19日号                    |
| スクープ賞                |                      | 法務大臣河井克行夫婦のウグイス嬢「違法買収」                                                                                           |                  | 週刊文春               | 2019年11月7日号                     |
| 話題賞                    | 田村栄治             | 「世界的人権派ジャーナリスト広河隆一の性暴力を告発する」                                                                               |                  | 週刊文春               | 2019年1月3・10日新春特別号          |
| 話題賞                    | グレッグ・ケリー     | 独占告白3時間 西川廣人さんに日産社長の資格はない                                                                                       |                  | 文藝春秋               | 2019年7月号                         |
| 話題賞                    |                      | 刑期を終えた「スーフリ事件主犯」「和田サン」懺悔録                                                                                     |                  | 週刊新潮               | 2019年2月21日号                     |
| 作品賞                    | 石戸諭               | 百田尚樹現象 |                  | Newsweek日本語版       | 2019年6月4日号                      |
| 作品賞                    | 横田増生             | 潜入ルポ アマゾン絶望倉庫 |                  | 週刊ポスト             | 2019年8月30日号、9月6・13日号       |
| 写真賞                    |                      | 菅原一秀経産相「有権者買収」撮った |                  | 週刊文春               | 2019年10月31日号                    |
| デジタル賞                | 岡野誠               | 検証 松木安太郎氏「いいボールだ！」は本当にいいボールか？                                                                              |                  | NEWSポストセブン       | 2019年2月1日号                      |
| デジタル賞                | 週刊現代WEB取材班    | 追悼 予備校講師「金ピカ先生」が我々だけに語った「最期の言葉」「生きていても、意味がないから」                                          |                  | 現代ビジネス           | 2019年9月26日号                     |
| 第27回（2021年）          | 第27回（2021年）     | 第27回（2021年） | 第27回（2021年） | 第27回（2021年）       | 出典：                              |
| 大賞                      |                      | 黒川東京高検検事長は接待賭けマージャン常習犯 現場スクープ撮                                                                            |                  | 週刊文春               | 2019年6月21日号                     |
| スクープ賞                |                      | 森友自殺 財務省職員 遺書全文公開「すべて佐川局長の指示です」                                                                           |                  | 週刊文春               | 2020年3月26日号                     |
| スクープ賞                |                      | 小室圭さん「母の元婚約者」独白「眞子さまにお伝えします。もうおカネ（４００万円）は要りません」                                         |                  | 週刊現代               | 2020年12月5日号                     |
| 話題賞                    |                      | 佐々木希、逆上 渡部建「テイクアウト不倫」                                                                                              |                  | 週刊文春               | 2020年6月18日号                     |
| 話題賞                    |                      | 昼下がりの「ラブホ密会」「瀬戸大也」“勝ち飯”献身「美人妻」への裏切り                                                                   |                  | 週刊新潮               | 2020年10月1日号                     |
| 話題賞                    |                      | 杏と離婚危機 東出昌大「未成年不倫」 |                  | 週刊文春               | 2020年1月30日号                     |
| 作品賞                    | 鈴木忠平             | 嫌われた監督 |                  | 週刊文春               | 2020年8月13・20日号                 |
| 写真賞                    |                      | 小島瑠璃子 キングダム漫画家と福岡で「縁結び連泊愛」撮                                                                                  |                  | 週刊ポスト             | 2020年8月14・21日号                 |
| デジタル賞                |                      | 〈早くやれや〉エイベックス松浦会長との“大麻漬け”のハワイ旅行 白亜の大豪邸での「証拠音声」公開                                          |                  | 文春オンライン         | 2020年8月7日号                      |
| 第28回（2022年）          | 第28回（2022年）     | 第28回（2022年） | 第28回（2022年） | 第28回（2022年）       | 出典：                              |
| 大賞                      |                      | 菅首相長男 高級官僚を違法接待 |                  | 週刊文春               | 2021年2月11日号                     |
| スクープ賞                |                      | 神田沙也加「遺書」交際俳優と確執 |                  | 週刊文春               | 2021年12月30日号、2022年1月6日号    |
| スクープ賞                |                      | 「渡辺直美をブタに」五輪「開会式」責任者 “女性蔑視”を告発する                                                                          |                  | 週刊文春               | 2021年3月25日号                     |
| スクープ賞                |                      | 麻生最側近「松本純」元大臣が「イタリアン・銀座」三昧                                                                                   |                  | 週刊新潮               | 2021年2月4日号                      |
| 話題賞                    | 矢野康治             | 財務次官、モノ申す「このままでは国家財政は破綻する」                                                                                   |                  | 文藝春秋               | 2021年11月号                        |
| 話題賞                    |                      | 海老蔵が倉敷・米子のホテルで過ごした「２人の女」                                                                                       |                  | 週刊ポスト             | 2021年10月29日号                    |
| 写真賞                    |                      | スクープ撮！福原愛 台湾に夫も子も残して里帰り不倫                                                                                      |                  | 女性セブン             | 2021年3月18日号                     |
| 作品賞                    | 中村計               | 笑い神 Ｍー1、その純情と狂気 |                  | 週刊文春               | 2021年11月4日号                     |
| 作品賞                    | 中原一歩             | 検証ルポ「小山田圭吾事件」 |                  | 週刊文春電子版         | 2021年10月2日号                     |
| デジタル賞                | 文春オンライン特集班 | 「娘の遺体は凍っていた」14歳少女がマイナス17℃の旭川で凍死 背景に上級生の凄惨イジメ《母親が涙の告白》                                   |                  | 文春オンライン         | 2021年4月15日号                     |
| デジタル賞                | 文春オンライン特集班 | 水溜りボンド、あやなん、コムドット…超人気YouTuber31名が緊急事態宣言下に“自粛破りの大パーティ”「深夜3時まで泥酔カラオケ」《スクープ撮》 |                  | 文春オンライン         | 2021年6月24日号                     |
| デジタル賞                |                      | ツイッターで野党攻撃の匿名アカウント…正体は「法人」だった                                                                              |                  | FRIDAYデジタル         | 2021年10月8日号                     |

## 批判
「編集者が選ぶ」と銘打たれている通り、出版社、新聞社の編集者同士の互選である。また、発表当時はスクープとされて受賞した記事の中には、2008年の大賞「大相撲八百長疑惑」（週刊現代、武田賴政）のように、その後の名誉毀損裁判で敗訴して、記事の信憑性に疑問が残るものに対しても「賞の剥奪」等は行われていない。